# Songbook (Chris Cornell)
Songbook è un album dal vivo acustico del musicista statunitense Chris Cornell, conosciuto come cantante dei Soundgarden. L'album è uscito nel 2011.

## Tracce
1. As Hope and Promise Fade – 3:47
2. Scar on the Sky – 3:40
3. Call Me a Dog (Temple of the Dog cover) – 4:51
4. Ground Zero – 2:58
5. Can't Change Me – 4:18
6. I Am the Highway (Audioslave cover) – 4:56
7. Thank You (Led Zeppelin cover) – 4:48
8. Cleaning My Gun – 5:18
9. Wide Awake (Audioslave cover) – 3:33
10. Fell on Black Days (Soundgarden cover) – 5:05
11. All Night Thing (Temple of the Dog cover) – 3:25
12. Doesn't Remind Me (Audioslave cover) – 4:08
13. Like a Stone (Audioslave cover) – 4:04
14. Black Hole Sun (Soundgarden cover) – 4:37
15. Imagine (John Lennon cover) – 4:06
16. The Keeper (studio track) – 3:59